# Collegio plurinominale Campania 1 - 01 (2017)
Il collegio elettorale plurinominale Campania 1 - 01 è stato un collegio elettorale plurinominale della Repubblica Italiana per l'elezione della Camera tra il 2017 ed il 2022.

## Territorio
Come previsto dalla legge elettorale italiana del 2017, il collegio era stato definito tramite decreto legislativo all'interno della circoscrizione Campania 1.
Il collegio comprendeva la zona definita dai quattro collegi uninominali Campania 1 - 01 (Giugliano in Campania), Campania 1 - 03 (Acerra), Campania 1 - 04 (Casoria) e Campania 1 - 09 (Pozzuoli).

## Dati elettorali

### XVIII legislatura
Come previsto dalla legge elettorale, 386 deputati erano eletti in 63 collegi plurinominali con ripartizione proporzionale a livello nazionale tra le coalizioni e le singole liste che avessero superato la soglia di sbarramento stabilita.
Nel collegio venivano eletti 11 deputati.
| Liste          | Liste                                       | Proporzionale | Proporzionale | Proporzionale | Maggioritario | Maggioritario | Maggioritario |  |
| Liste          | Liste                                       | Voti          | %             | Seggi         | Voti          | %             | Seggi         |  |
| -------------- | ------------------------------------------- | ------------- | ------------- | ------------- | ------------- | ------------- | ------------- |  |
|                | Movimento 5 Stelle                          | 344 337       | 57,76         | 2             | 344 337       | 57,76         | 4             |  |
|                | Forza Italia                                | 108 441       | 18,19         | 2             | 146 595       | 24,59         | –             |  |
|                | Lega                                        | 18 403        | 3,09          | 1             | 146 595       | 24,59         | –             |  |
|                | Fratelli d'Italia                           | 11 974        | 2,01          | –             | 146 595       | 24,59         | –             |  |
|                | Noi con l'Italia – UDC                      | 7 777         | 1,30          | –             | 146 595       | 24,59         | –             |  |
|                | Partito Democratico                         | 60 155        | 10,09         | 1             | 69 290        | 11,62         | –             |  |
|                | +Europa                                     | 4 992         | 0,84          | –             | 69 290        | 11,62         | –             |  |
|                | Italia Europa Insieme                       | 2 552         | 0,43          | –             | 69 290        | 11,62         | –             |  |
|                | Civica Popolare                             | 1 591         | 0,27          | –             | 69 290        | 11,62         | –             |  |
|                | Liberi e Uguali                             | 19 603        | 3,29          | 1             | 19 603        | 3,29          | –             |  |
|                | Potere al Popolo!                           | 8 496         | 1,43          | –             | 8 496         | 1,43          | –             |  |
|                | Il Popolo della Famiglia                    | 3 034         | 0,51          | –             | 3 034         | 0,51          | –             |  |
|                | CasaPound                                   | 2 499         | 0,42          | –             | 2 499         | 0,42          | –             |  |
|                | Italia agli Italiani (FN - MSFT)            | 1 568         | 0,26          | –             | 1 568         | 0,26          | –             |  |
|                | Per una Sinistra Rivoluzionaria (PCL - SCR) | 756           | 0,13          | –             | 756           | 0,13          | –             |  |
| Totale         | Totale                                      | 596 178       | 100           | 7             | 596 178       | 100           | 4             |  |
|                |                                             |               |               |               |               |               |               |  |
| Schede bianche | Schede bianche                              | 3 683         | 0,60          |               |               |               |               |  |
| Schede nulle   | Schede nulle                                | 10 276        | 1,68          |               |               |               |               |  |
| Votanti        | Votanti                                     | 610 137       | 66,27         |               |               |               |               |  |
| Elettori       | Elettori                                    | 920 645       |               |               |               |               |               |  |

## Eletti

### Eletti nei collegi uninominali
| Collegio uninominale     | Eletto | Eletto             | Partito |
| ------------------------ | ------ | ------------------ | ------- |
| 1. Giugliano in Campania |        | Salvatore Micillo  | M5S     |
| 3. Acerra                |        | Luigi Di Maio      | M5S     |
| 4. Casoria               |        | Vincenzo Spadafora | M5S     |
| 9. Pozzuoli              |        | Andrea Caso        | M5S     |

1. 1 2 3  In data 21.06.2022 aderisce al gruppo Insieme per il futuro.

### Eletti nella quota proporzionale
| Movimento 5 Stelle                  | Forza Italia                             | Partito Democratico | Liberi e Uguali | Lega                 |
| ----------------------------------- | ---------------------------------------- | ------------------- | --------------- | -------------------- |
|                                     |                                          |                     |                 |                      |
| Concetta Giordano Iolanda Di Stasio | Antonio Pentangelo Marta Antonia Fascina | Gennaro Migliore    | Michela Rostan  | Giuseppina Castiello |

1. 1 2  In data 21.06.2022 aderisce al gruppo Insieme per il futuro.
2. ↑  In data 19.09.2019 aderisce al gruppo Italia Viva - Italia C'è.
3. ↑  In data 19.09.2019 aderisce al gruppo Italia Viva; in data 02.02.2021 al gruppo misto, non iscritti; in data 03.06.2022 al gruppo Forza Italia - Berlusconi Presidente.